# Clappertonia polyandra
Clappertonia polyandra är en malvaväxtart som först beskrevs av Karl Moritz Schumann, och fick sitt nu gällande namn av Alfred Becherer. Clappertonia polyandra ingår i släktet Clappertonia och familjen malvaväxter. Inga underarter finns listade i Catalogue of Life.